# La Neige et le Feu
La Neige et le Feu je francouzský hraný film z roku 1991, který režíroval Claude Pinoteau. Snímek měl světovou premiéru 11. prosince 1991.

## Děj
Mezi koncem osvobození Paříže v srpnu 1944 a koncem druhé světové války v  květnu 1945 uplyne 9 měsíců. Odnosit dítě trvá také 9 měsíců. Zdravotní sestra Christiane Mercier a člen FFI Michel Fournier se setkají a zamilují se během osvobozeneckých bojů v Paříži. Christiane čeká dítě, které se narodí v květnu 1945, ale toto dítě nikdy nepozná svého otce, který vstoupil do armády a zemřel počátkem roku 1945. Jeho spolubojovník Jacques Sénéchal, který Christiane také miloval v  srpnu 1944, se po válce stane náhradním otcem. Než se Jacques Sénéchal a Michel Fournier stali spolubojovníky, byli přáteli z dětství, vyrostli ve stejném domě v Paříži, jeden byl z buržoazní rodiny (jeho otec byl popraven jako kolaborant), druhý byl synem vrátného.

## Obsazení
| Vincent Perez     | Jacques Sénéchal   |
| Géraldine Pailhas | Christiane Mercier |
| Matthieu Rozé     | Michel Fournier    |
| François Caron    | Poupon             |
| Geneviève Mnich   | paní Fournier      |
| Alexis Denisof    | David              |
| Sylvie Audcoeur   | Nadine             |
| Adam Henderson    | Franck             |
| Joëlle Miquel     | Suzanne            |
| Béatrice Agenin   | paní Sénéchal      |
| Frédéric Saurel   | Petit-Jean         |
| Jean-Claude Lecas | kapitán Cartier    |
| Frédéric Pierrot  | Raizin Bernard     |
| Valérie Labro     | zdravotní sestra   |